# FIRE SCREAM/No Rain, No Rainbow
「FIRE SCREAM / No Rain, No Rainbow」（ファイア・スクリーム / ノー・レイン・ノー・レインボー）は、水樹奈々の40枚目のシングル。

## 解説
水樹奈々としての両A面シングルは2006年発売の『Justice to Believe/アオイイロ』以来14年ぶり。
「FIRE SCREAM」は、2020年9月7日先行配信。

## 収録曲
1. FIRE SCREAM
  - 作詞：水樹奈々 / 作曲：上松範康（Elements Garden） / 編曲：菊田大介（Elements Garden）
  - スマートフォンゲーム『戦姫絶唱シンフォギアXD UNLIMITED』新主題歌
2. No Rain, No Rainbow
  - 作詞・作曲：ヨシダタクミ（saji） / 編曲：藤間仁（Elements Garden）
  - テレビアニメ『デュエル・マスターズ キング』オープニングテーマ